# Smolnice
Smolnice település Csehországban, Lounyi járásban. Smolnice Chlumčany, Nová Ves, Toužetín, Louny, Hříškov és Brodec településekkel határos. Lakosainak száma 430 fő (2024. január 1.).

## Népesség
A település lakosságának változását az alábbi diagram mutatja:
| Lakosok száma | 534  | 642  | 761  | 590  | 428  | 370  | 421  | 416  | 436  | 430  |
|               | 1869 | 1890 | 1921 | 1950 | 1980 | 2001 | 2017 | 2019 | 2022 | 2024 |